# Europäischer Filmpreis/Innovatives Storytelling

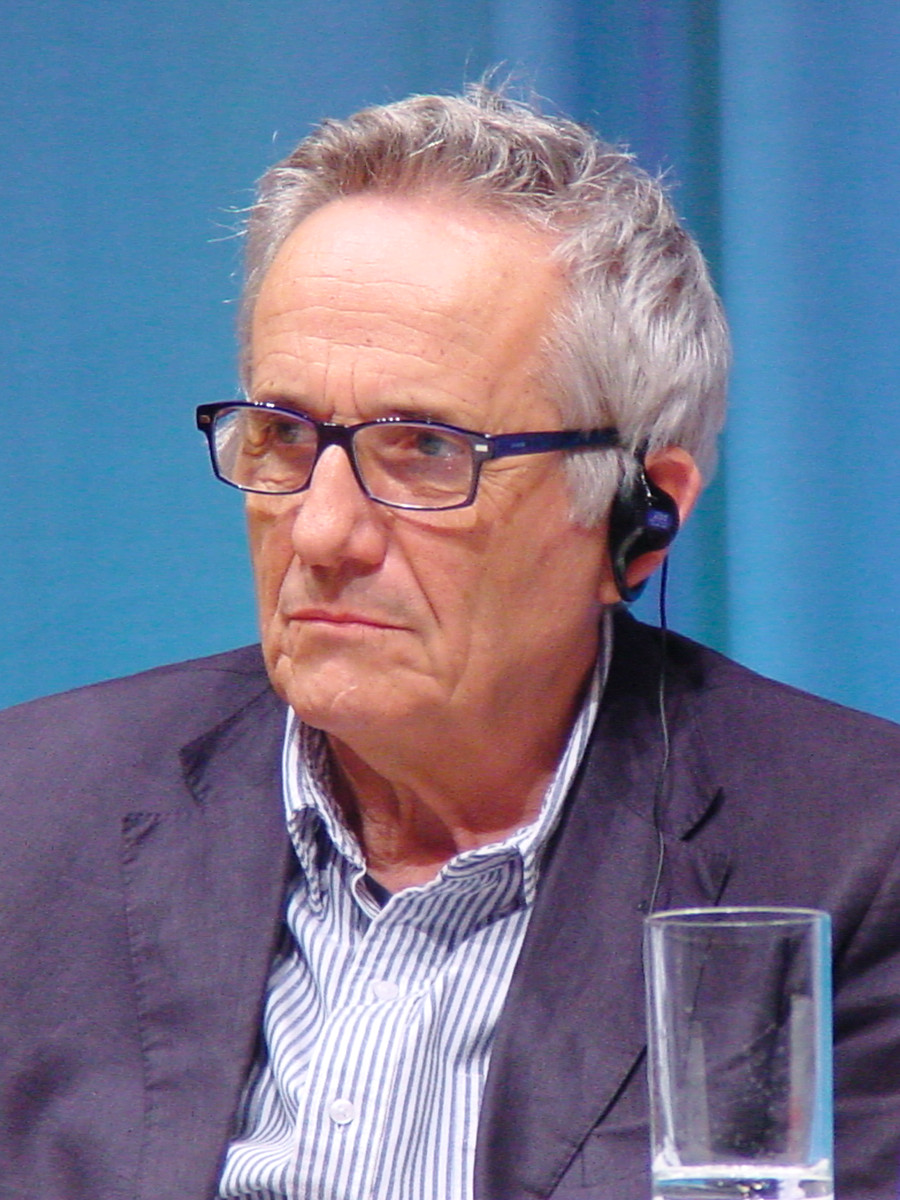
Preisträger 2022: Marco Bellocchio für die Miniserie Esterno notte

Der Europäische Filmpreis in der Kategorie Innovatives Storytelling (Award for Innovative Storytelling) wird seit 2020 verliehen. Die Europäische Filmakademie (EFA) führte diese neue Kategorie ein, um die Veränderungen in der Filmlandschaft widerzuspiegeln und die großen innovativen Errungenschaften des europäischen Geschichtenerzählens zu feiern. Ein Jahr zuvor war erstmals eine Kategorie für die Beste europäische Serie (New European Achievement in Fiction Series Award) vergeben worden, mit dem die deutschen Regisseure Achim von Borries, Henk Handloegten und Tom Tykwer für ihre Arbeit an Babylon Berlin geehrt wurden.
| Jahr | Preisträger      | Werk                                             | Anmerkung |
| ---- | ---------------- | ------------------------------------------------ | --- |
| 2020 | Mark Cousins     | Women Make Film: A New Road Movie Through Cinema | 14-stündiger Dokumentarfilm über das weibliche Autorenkino                                                                                                |
| 2021 | Steve McQueen    | Small Axe                                        | Fünfteilige Filmreihe über die afrokaribische postkoloniale Entwicklung in Europa                                                                         |
| 2022 | Marco Bellocchio | Esterno notte                                    | Sechsteilige Miniserie über die Entführung und Ermordung des ehemaligen italienischen Ministerpräsidenten Aldo Moro durch die Roten Brigaden im Jahr 1978 |